# Reynier Mena
Reynier Mena (Cuba, 21 de noviembre de 1996) es un atleta cubano especializado en la prueba de 100 m, en la que consiguió ser medallista de bronce mundial juvenil en 2013.

## Carrera deportiva
En el Campeonato Mundial Juvenil de Atletismo de 2013 ganó la medalla de bronce en los 100 metros, corriéndolos en un tiempo de 10.37 segundos, tras el chino Mo Youxue (oro con 10.35 segundos) y el británico Ojie Edoburun (plata también con 10.35 segundos). También ganó el bronce en los 200 metros, con un tiempo de 20.79 segundos, tras el jamaicano Michael O'Hara y el brasileño Vítor Hugo dos Santos (plata con 20.67 segundos).